# خاوران (بالق أسير)
خاوران هي بلدة وقضاء في محافظة بالق أسير بمنطقة مرمرة، تركيا. بلغ عدد السكان 28,050 نسمة يعيش 10,766 منهم في بلدة خاوران، وفقاً لتعداد 2010.
يغطي القضاء مساحة 543 كـم2 (210 ميل2)، وتقع البلدة على ارتفاع 44 م (144 قدم).

## أعلام
- علي آيدنلي أوغلو